# Telford and Wrekin
Telford and Wrekin este o Autoritate Unitară în regiunea West Midlands. 

## Orașe în cadrul districtului
- Newport;
- Telford;

1. ↑   https://ons.maps.arcgis.com/home/item.html?id=a79de233ad254a6d9f76298e666abb2b Lipsește sau este vid: |title= (ajutor)